# دبليو. غارفيلد ويستون
دبليو. غارفيلد ويستون هو رائد أعمال وسياسي كندي، ولد في 26 فبراير 1898، وتوفي في 22 أكتوبر 1978. حزبياً، نشط في حزب المحافظين. في الانتخابات الفرعية في مجلس العموم البريطاني ‏، انتخب عضو برلمان المملكة المتحدة الـ37 عن دائرة ماكيلزفيلد (22 نوفمبر 1939 – 15 يونيو 1945).